# フェルクリンゲン製鉄所
フェルクリンゲン製鉄所（フェルクリンゲンせいてつじょ、Völklinger Hütte）は、ドイツの1世紀を超える歴史を持つ旧製鉄所である。銑鉄精錬の全工程を追体験できる施設は他に類例がない。この製鉄所は『工業文化のイコン』あるいは『労働のカテドラル』と称される。
1994年、ユネスコはフェルクリンゲン製鉄所を世界遺産に登録した。これは近代の産業遺産としては世界初の例であった。2007年にはドイツにおける歴史を象徴する産業建築にノミネートされた。
フェルクリンゲン製鉄所は、現在ヨーロッパの産業文化遺産の中で最も重要な位置を占めている。ヨーロッパ産業遺産の道のアンカーポイントである。また、フェルクリンゲン製鉄所内では多くの文化行事が開催されており、年間20万人を超える訪問者がいる。

## 歴史
すべては、1873年に製鉄技術者のユリウス・ブーフがザール川に面したフェルクリンゲン近郊に製鋼所を創設したことに始まる。この製鋼所は、わずか6年後には銑鉄に対する高い関税が原因で精錬の採算が合わなくなったため、閉鎖された。

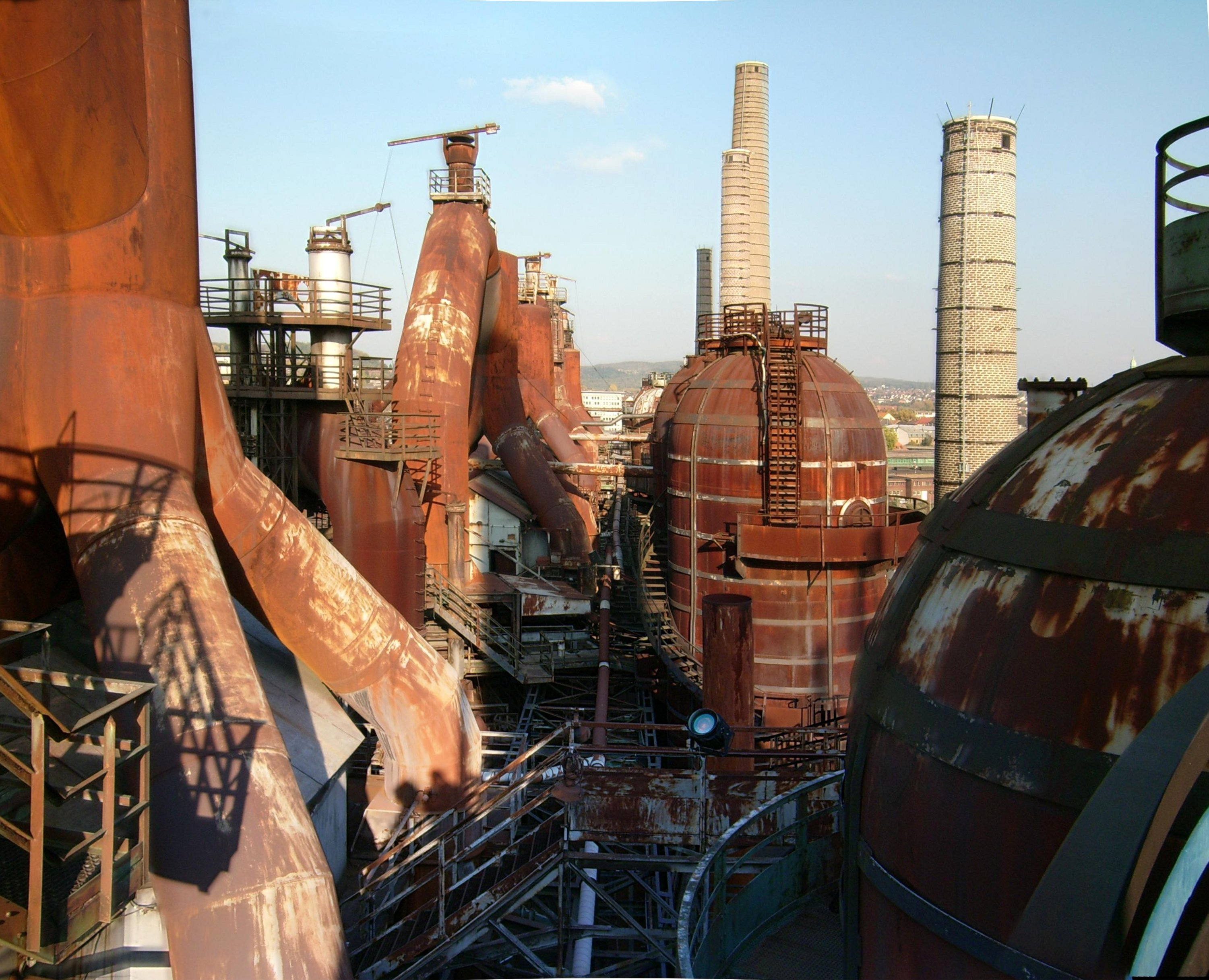
フェルクリンゲン製鉄所の溶鉱炉

1881年にカール・レヒリングにより新しい精錬工場が設けられた。彼は閉鎖されていた施設を買い取り、2年後に最初の溶鉱炉を稼働させた。その後、早くも1890年には、「Röchling’schen Eisen- und Stahlwerke」（レヒリング製鉄・製鋼所）は、鉄製トラスのドイツ最大の生産者となっていた。
1年後に、フェルクリンゲン製鉄所にトーマス式製鋼所が開業した。トーマス転炉の採用は比較的遅かったものの、たちまち成功がもたらされた。隣接する地域であるロートリンゲンの鉄鉱石がフェルクリンゲン製鉄所にもたらされた。この地方の鉄鉱石は1963年まで、この製鉄所の溶鉱炉で原料として用いられていた。
鋼精製に必要な高温を得るためには、石炭だけでなく、特にコークスが必要となる。このため、1897年に、溶鉱炉のすぐ隣にコークスの生産工場が建設された。3年後、この施設初のガスブロワーが稼働した。1911年には溶鉱炉に原料を投入するためのクレーン施設も建設された。
1928年に焼結技術がもたらされ、フェルクリンゲン製鉄所はヨーロッパで最新・最大の焼結施設を持つこととなった。これにより生産過程の廃棄物リサイクルが可能となった。
第二次世界大戦中には約7万人の強制労働者や戦争捕虜が鉄鉱石採掘、製鉄あるいはザール地域の工場で労働に従事した。比較的軽い労働には女性も就労させられ、それまでは立ち入りが禁止されていた生産現場でも働かされた。戦争末期には14,000人の、ロシア、ポーランド、ユーゴスラヴィア、フランス、ベルギー、ルクセンブルクなどから連行された男女が極めて過酷な条件下での労働を強いられていた。ドイツ各地の製鉄所や機械工場が激しい爆撃を受ける中、フェルクリンゲン製鉄所はほとんど無傷のまま終戦を迎えた。この事実は「フェルクリンゲンの奇跡」と呼ばれている。なぜ、この製鉄所だけが攻撃を免れたのか、様々な憶測がなされているが真相は明らかにされていない。
戦後のヨーロッパ復興の過程で、この製鉄所が無傷で残され、ただちに生産に取りかかれたことの意味は計り知れないほど大きなものであった。戦後の建設ラッシュを背景に1952年にこの製鉄所の生産はピークに達した。1956年末にザールラントがドイツに復帰すると、旧創業者のレヒリング家がフェルクリンゲン製鉄所に戻ってきた。
1965年の生産部門・管理部門を合わせたフェルクリンゲン製鉄所の総従業員数は17,000人に及んだ。しかし、1975年の鉄鋼危機にフェルクリンゲン製鉄所も巻き込まれた。ルクセンブルクの鉄鋼財閥Arbedが、1971年までザールラントで操業していた「Vereinigten Hüttenwerken Burbach-Eich-Düdelingen」（ブアバッハ＝アイヒ＝デューデリンゲン製鉄グループ）とフェルクリンゲン製鉄所を合併し、「レヒリング＝ブアバッハ製鉄所」としてレヒリング家とともに運営することとなった。この製鉄所は、1982年にノインキルヒェン製鉄所を併合し、Arbed Saarstahl GmbH となり、これによりレヒリング家は経営から退いた。1989年以降、この会社は Saarstahl（ザールシュタール）と称している。
1986年にフェルクリンゲン製鉄所の溶鉱炉は操業停止となり、産業記念建造物として保護建造物に登録された。長い修復と構内通行の安全確保がなされた後、博物館として運営されるようになった。
1994年、ユネスコはフェルクリンゲン製鉄所を世界遺産に登録した。

## 世界遺産登録基準
この世界遺産は世界遺産登録基準のうち、以下の条件を満たし、登録された（以下の基準は世界遺産センター公表の登録基準からの翻訳、引用である）。
- (2) ある期間を通じてまたはある文化圏において、建築、技術、記念碑的芸術、都市計画、景観デザインの発展に関し、人類の価値の重要な交流を示すもの。
- (4) 人類の歴史上重要な時代を例証する建築様式、建築物群、技術の集積または景観の優れた例。

## 現在の世界遺産としてのフェルクリンゲン製鉄所
1990年代中頃から世界遺産のフェルクリンゲン製鉄所で様々な文化行事が開催されるようになった。ジャンルは野外ロックコンサートから室内楽に至るコンサート活動や、人類・自然・テクノロジーをテーマにした展覧会などと幅広い。
1999年7月にザールラント州は、フェルクリンゲン製鉄所の管理運営機関 Europäisches Zentrum für Kunst und Industriekultur GmbH（芸術・産業文化のヨーロッパセンター）を設立し、ザールラントとシュパイアーの博物館長であるマインラート・グレーヴェニヒをこの組織の総監督兼業務管理のリーダーに任命した。
1999年以降、製鉄所の遺構は、ハンス＝ペーター・クーンのイルミネーションによってライトアップされている。2001年には、ミヒャエル・ゼイルによるイルミネーションが、夜の光景を一段と拡充させた。
2004年、ザール＝ロー＝ルクス地方（ザールラント、ロートリンゲン、ルクセンブルクの境界地方）で最初の科学センターであるフェロードロームにマルチメディアを介して鉄や鋼に関する体験コーナーが設けられた。ここでは、鉄の文化史や鉄の加工の体験展示、フィルム上映がなされ、また、かつての鉄工所労働者による当時の作業や溶鉱炉の構造などに関する講演会なども開催されている。

## その他
2007年の映画「Die Wilden Kerle 5, Hinterm Horizont」の一部は、フェルクリンゲン製鉄所構内で撮影された。

フェルクリンゲン製鉄所 - Völklinger Hütte
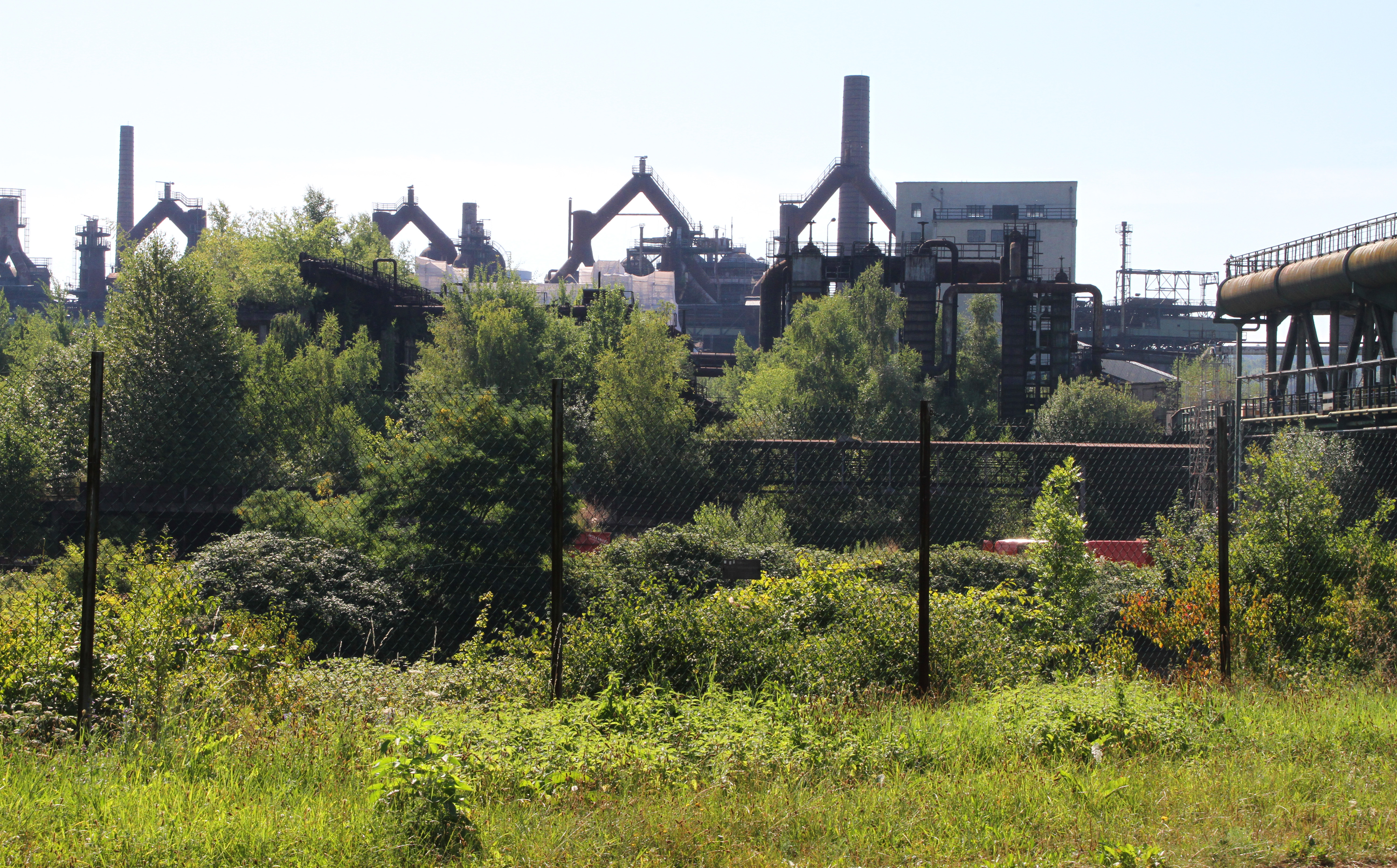
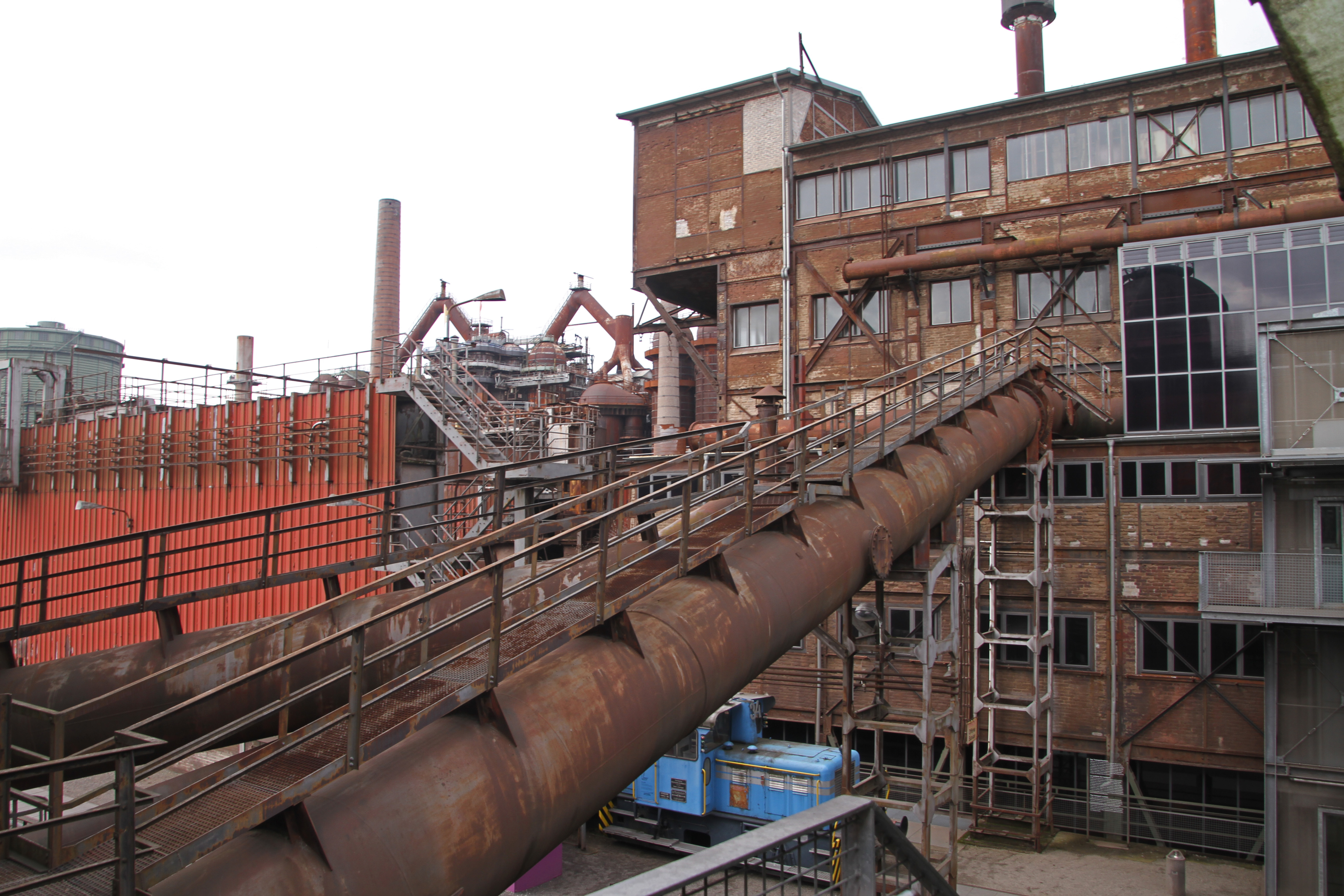
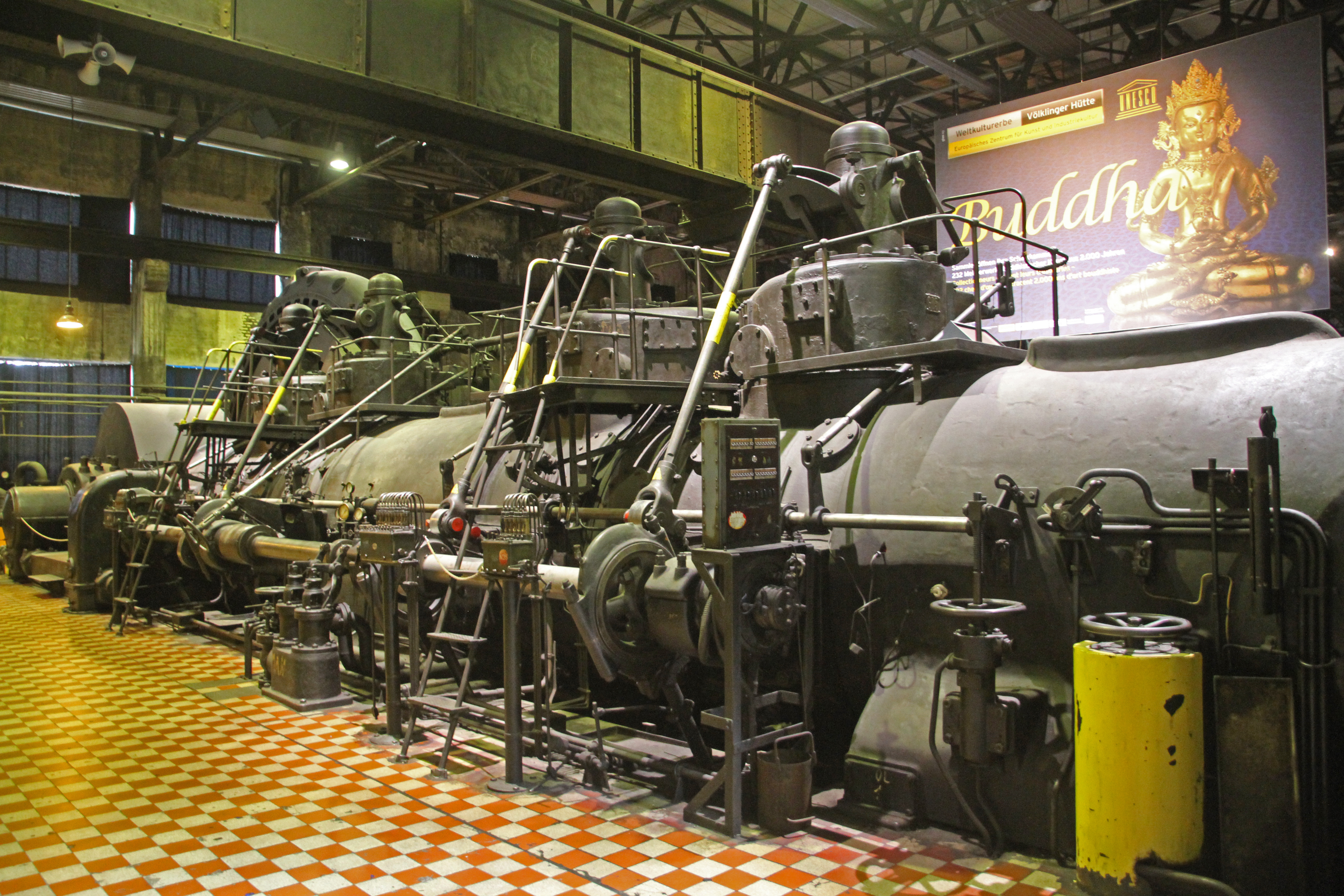
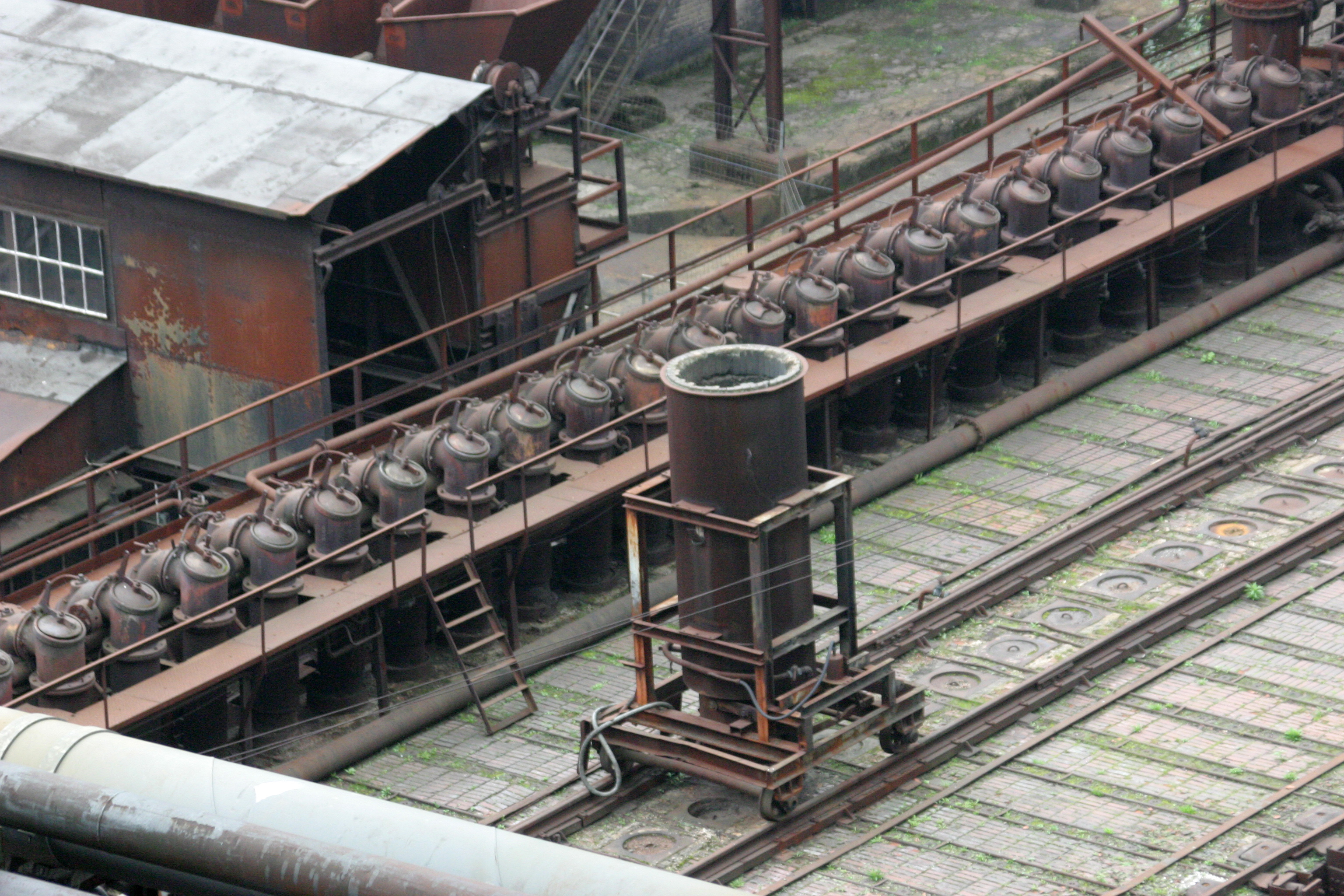
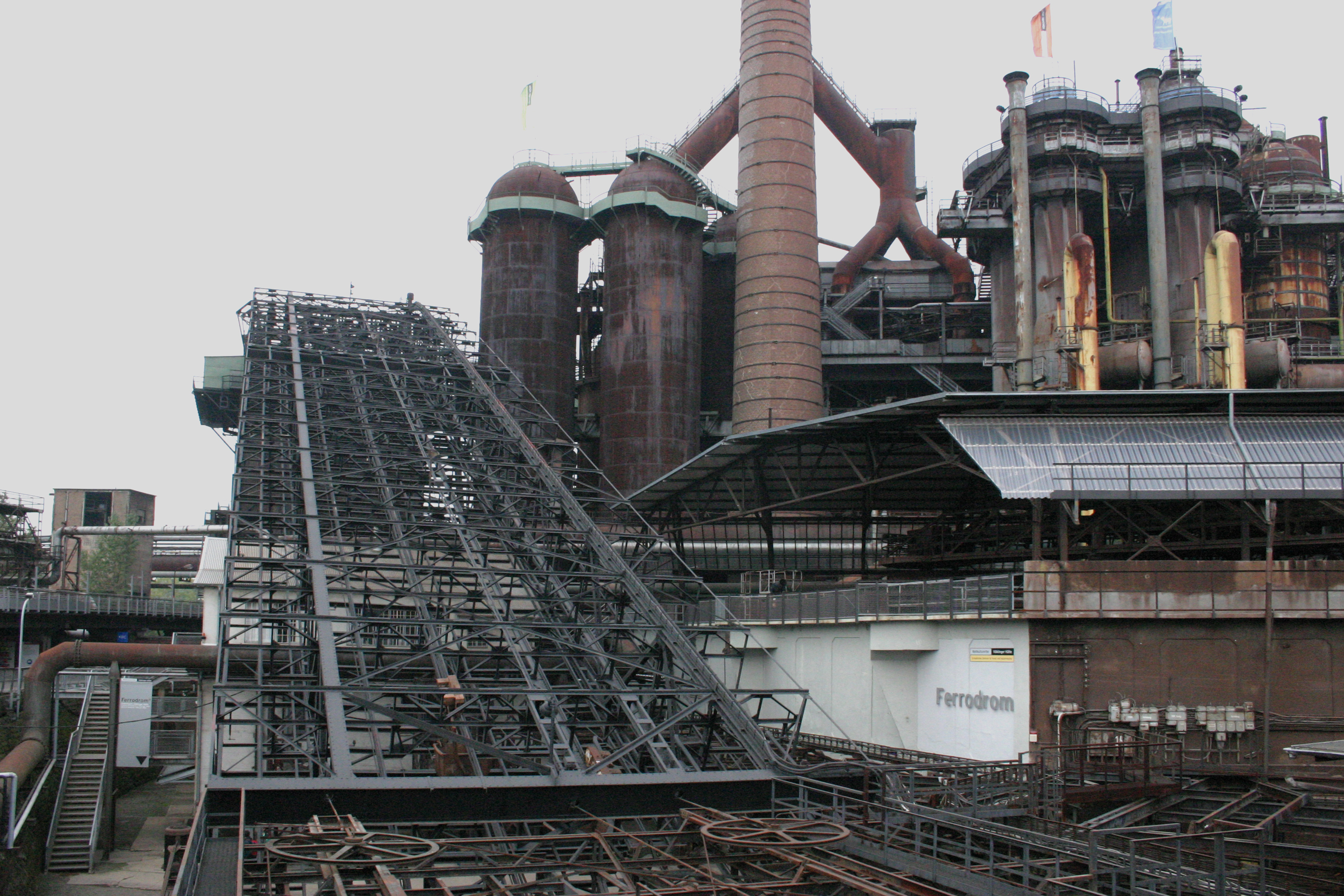
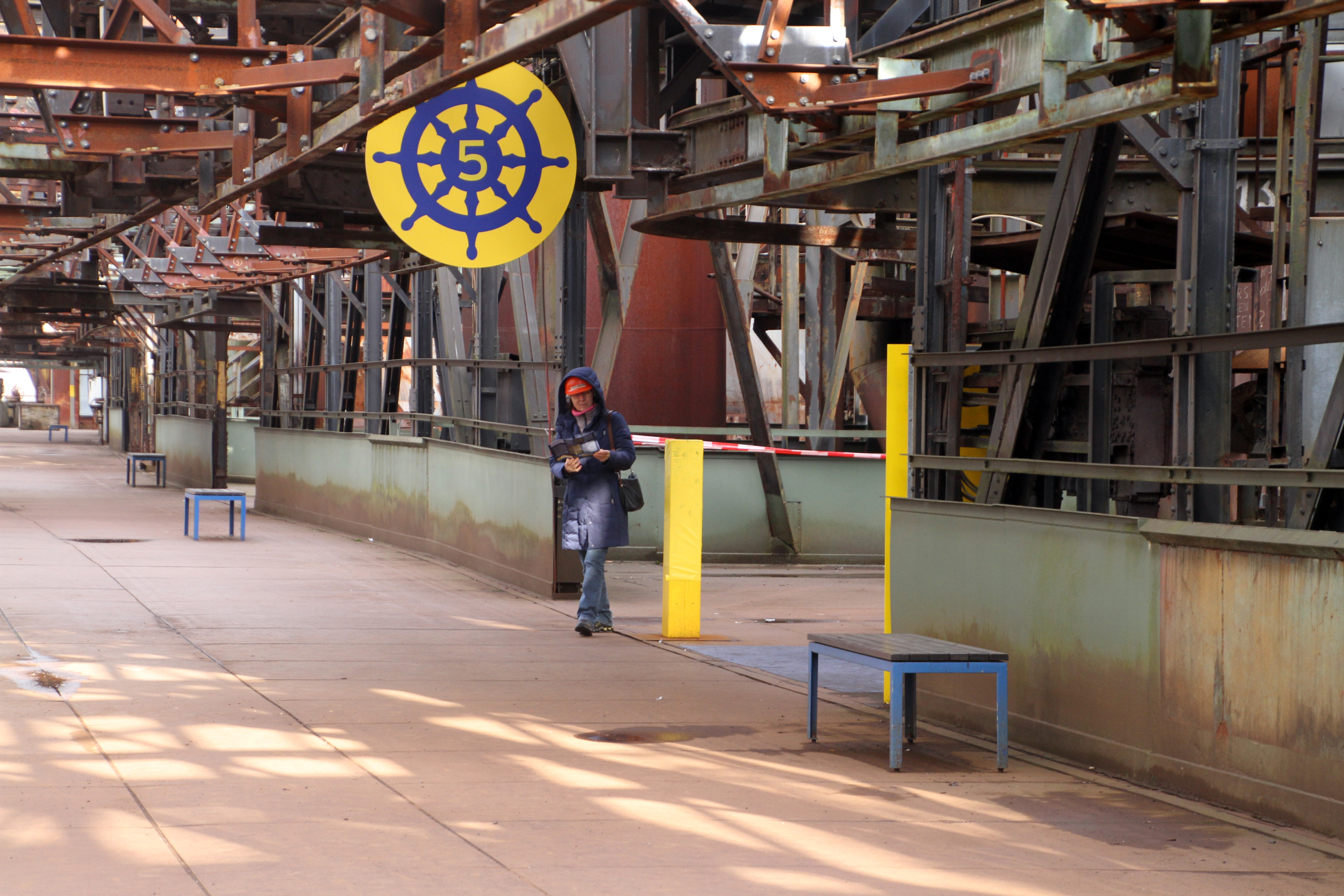
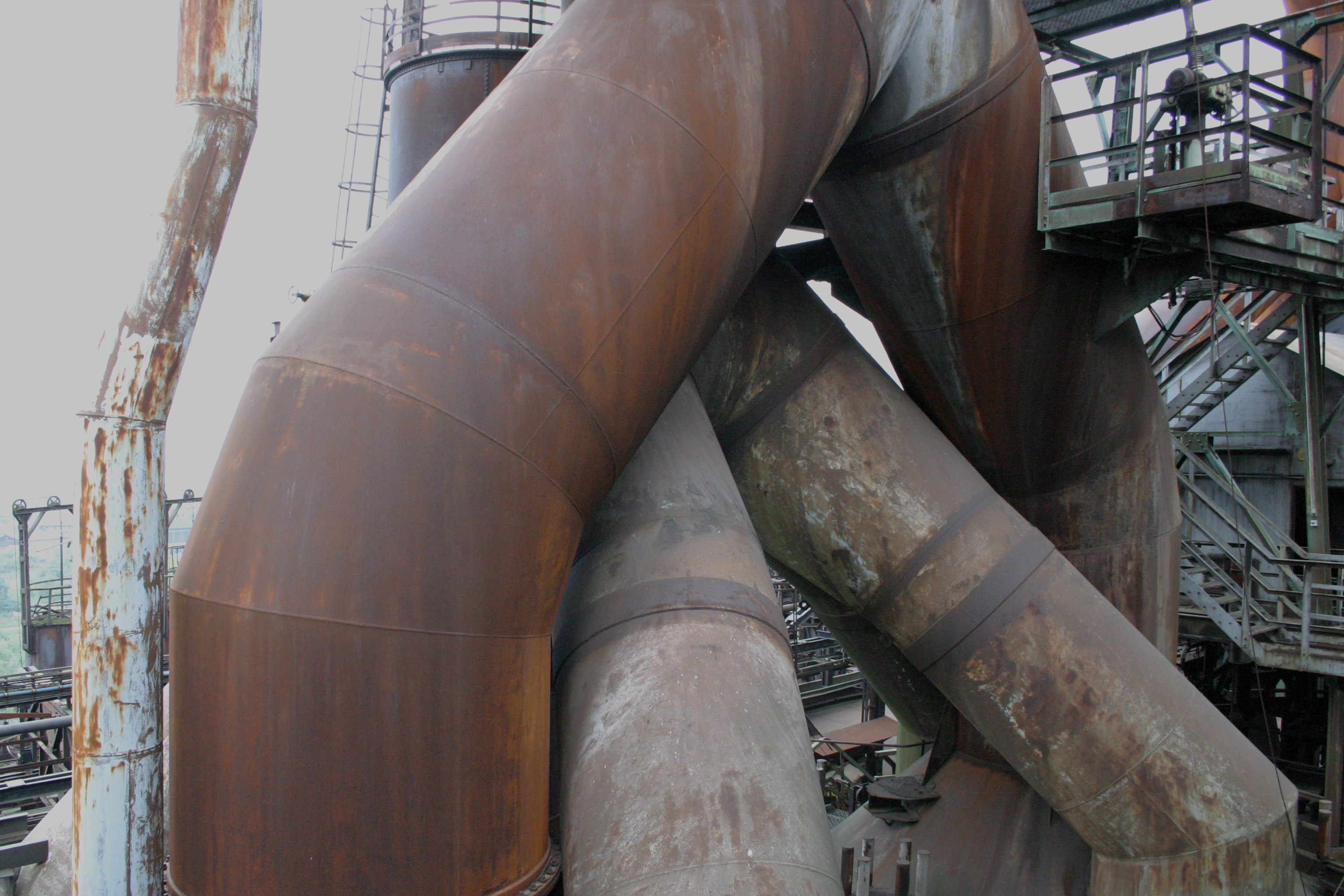
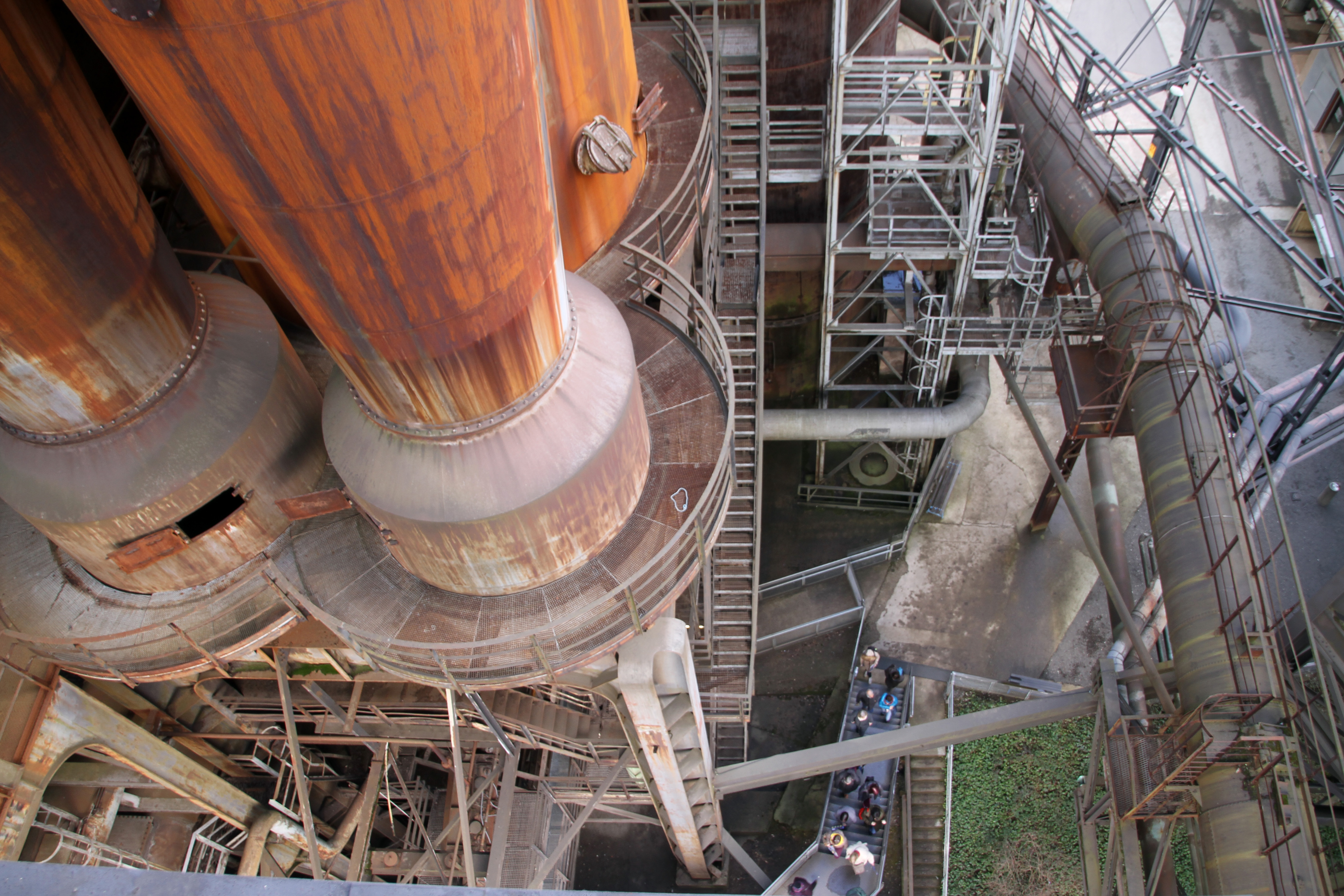
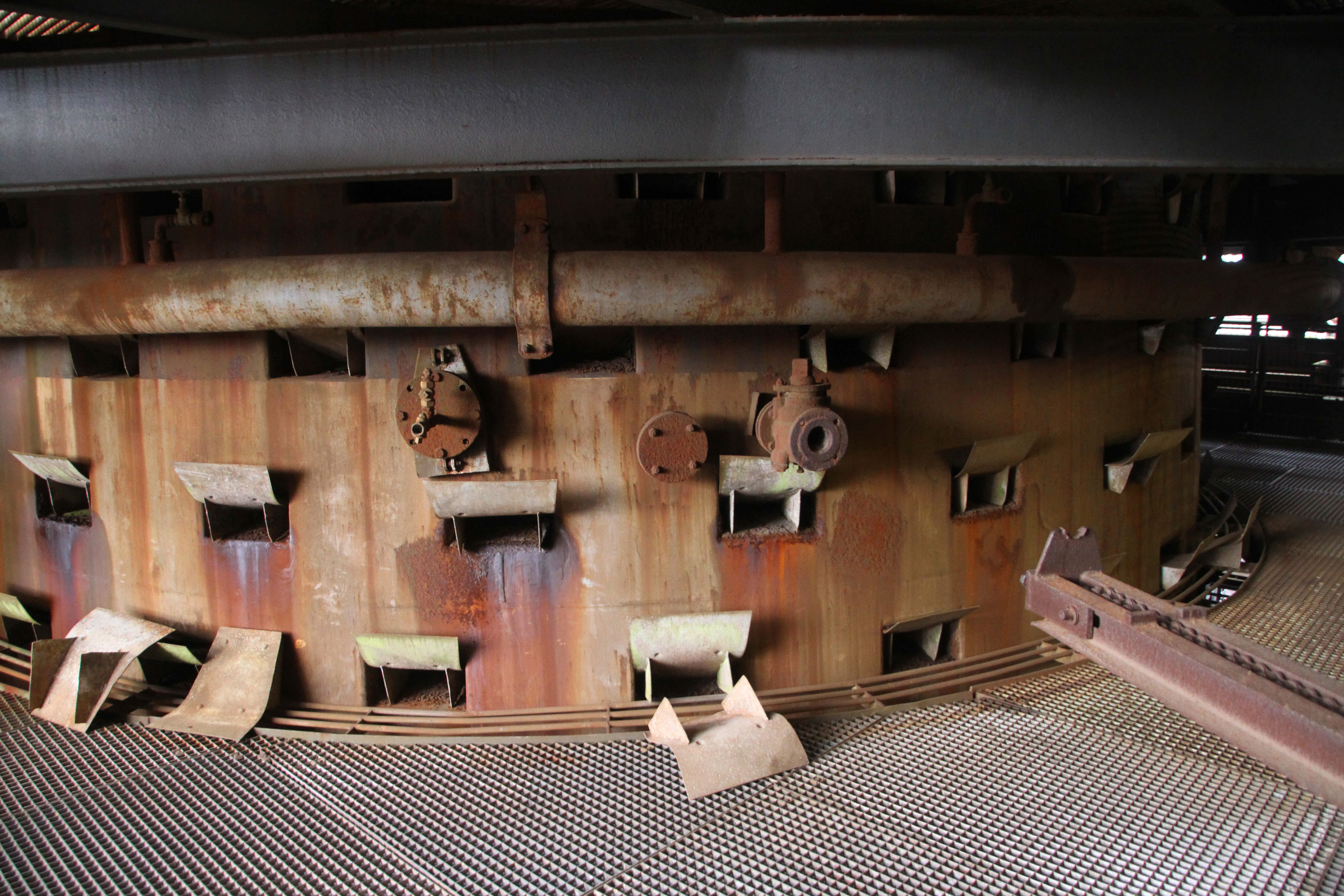
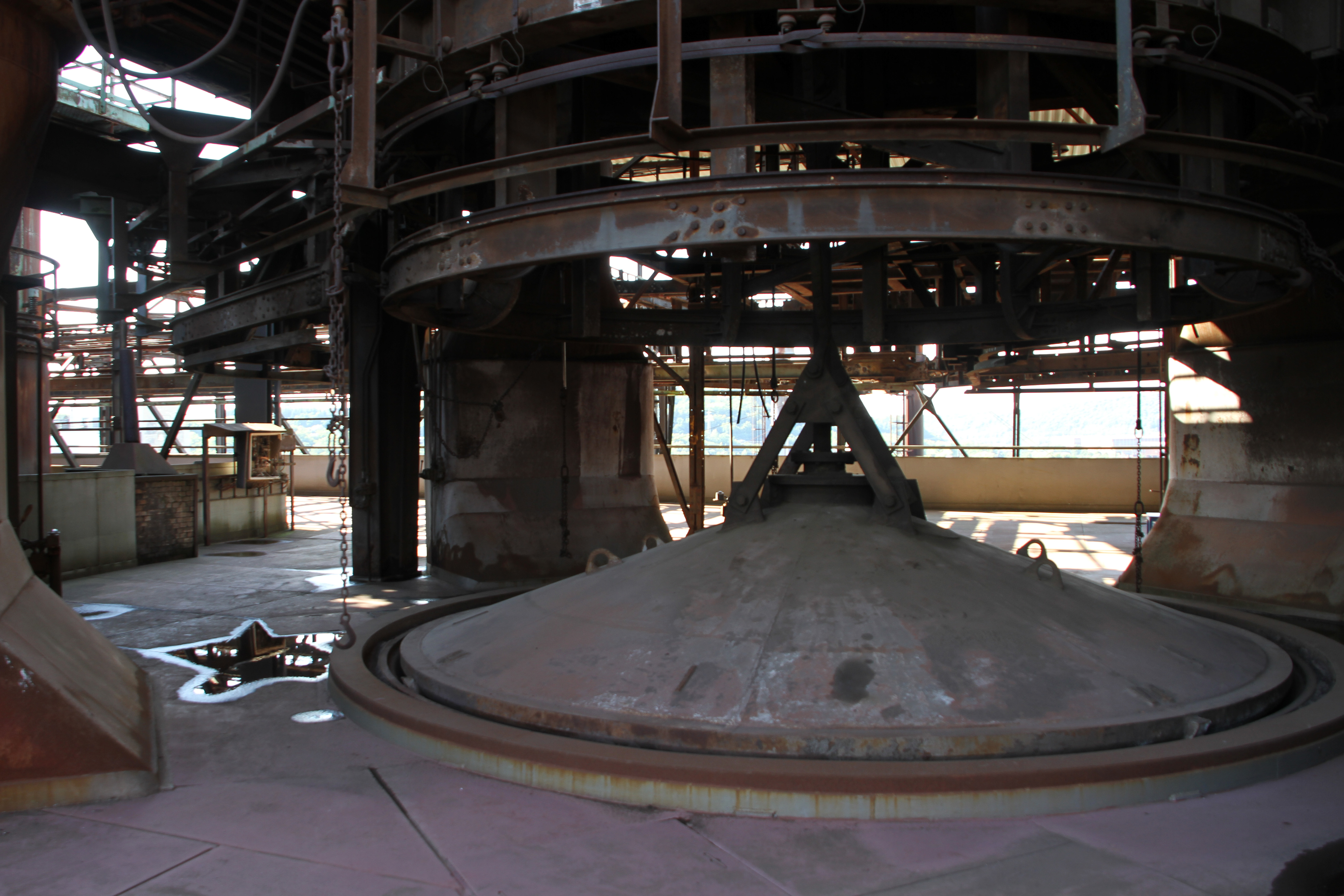